# Index Point
Der Index Point (englisch für Zeigefingerspitze) ist eine flache und eisbedeckte Landspitze an der Borchgrevink-Küste des ostantarktischen Viktorialands. Sie ragt als östlicher Ausläufer der Mountaineer Range am Ende des Mariner-Gletschers in einer Entfernung von 2,5 km westlich von Emerging Island ins Rossmeer hinein.
Das New Zealand Antarctic Place-Names Committee verlieh ihr 1966 aufgrund seiner Erscheinungsform ihren deskriptiven Namen.